# 3-メチル-2-ペンタノール
3-メチル-2-ペンタノール(3-methyl-2-pentanol)は、化学式がC6H14Oの有機化合物の一つ。ホップの化学成分として確認されている。この物質の尿中への存在を見ることにより3-メチルペンタンの暴露調査ができる。
消防法に定める第4類危険物 第2石油類に該当する。